# تورج منصوری
تورج منصوری (زاده ۱۳۳۳ تهران) کارگردان، مدیر فیلم‌برداری، تهیه‌کننده و تدوین‌گر اهل ایران است.

## زندگی
تورج منصوری در سال ۱۳۳۳ در تهران زاده شد. وی فعالیت هنری را از سال ۱۳۵۰ با عکاسی برای مجله هنر و معماری شروع کرد و سپس در چند فیلم کوتاه تلویزیونی از ساخته‌های فرامرز معطر مانند فیلم «ارگانیک» به عنوان دستیار کار کرد. او بعدتر خودش چند فیلم کوتاه برای تلویزیون مشهد ساخت و در سال ۱۳۵۹ فیلمبرداری فیلم کوتاه «۵۹/۳/۷» را انجام داد. منصوری پس از چند تجربه دیگر در زمینه فیلم‌های کوتاه، فعالیت در سینمای حرفه‌ای را از سال ۱۳۶۳ با فیلم «مردی که زیاد می‌دانست» ساخته یدالله صمدی به عنوان دستیار کارگردان آغاز کرد. او همچنین یکی از مسئولین سازمان سینمایی «چشم سوم» است.

## فیلم‌شناسی
| سال  | نام فیلم              | نقش                             | کارگردان           |
| ---- | --------------------- | ------------------------------- | ------------------ |
| ۱۴۰۳ | موسی کلیم‌الله         | مدیر فیلمبرداری                 | ابراهیم حاتمی‌کیا   |
| ۱۳۹۵ | ملی و راه‌های نرفته‌اش  | مدیر فیلمبرداری                 | تهمینه میلانی      |
| ۱۳۹۴ | سینما نیمکت           | مدیر فیلمبرداری، تهیه‌کننده      | محمد رحمانیان      |
| ۱۳۹۴ | فصل نرگس              | مدیر فیلمبرداری                 | نگار آذربایجانی    |
| ۱۳۹۳ | یحیی سکوت نکرد        | بازیگر                          | کاوه ابراهیم‌پور    |
| ۱۳۹۳ | ایران برگر            | مدیر فیلمبرداری                 | مسعود جعفری جوزانی |
| ۱۳۹۳ | عین شین قاف           | مدیر فیلمبرداری                 | قاسم جعفری         |
| ۱۳۹۱ | عقاب صحرا             | مدیر فیلمبرداری                 | مهرداد خوشبخت      |
| ۱۳۹۱ | لاله                  | مدیر فیلمبرداری                 | اسدالله نیکنژاد    |
| ۱۳۹۰ | پل چوبی               | مدیر فیلمبرداری                 | مهدی کرم‌پور        |
| ۱۳۹۰ | گشت ارشاد             | مدیر فیلمبرداری                 | سعید سهیلی         |
| ۱۳۸۹ | ۳۳ روز                | مدیر فیلمبرداری                 | جمال شورجه         |
| ۱۳۸۹ | پنهان                 | مدیر فیلمبرداری                 | مهدی رحمانی        |
| ۱۳۸۹ | جرم                   | مدیر فیلمبرداری                 | مسعود کیمیایی      |
| ۱۳۸۸ | نخودی                 | مدیر فیلمبرداری                 | جلال فاطمی         |
| ۱۳۸۸ | آینه‌های روبرو         | مدیر فیلمبرداری، بازیگر افتخاری | نگار آذربایجانی    |
| ۱۳۸۸ | بیداری رویاها         | مدیر فیلمبرداری                 | محمدعلی باشه‌آهنگر  |
| ۱۳۸۷ | اخراجی‌ها ۲            | مدیر فیلمبرداری                 | مسعود ده‌نمکی       |
| ۱۳۸۷ | پسر تهرونی            | مدیر فیلمبرداری                 | کاظم راست‌گفتار     |
| ۱۳۸۷ | دعوت                  | مدیر فیلمبرداری                 | ابراهیم حاتمی‌کیا   |
| ۱۳۸۷ | محاکمه در خیابان      | مدیر فیلمبرداری                 | مسعود کیمیایی      |
| ۱۳۸۶ | آواز گنجشک‌ها          | مدیر فیلمبرداری                 | مجید مجیدی         |
| ۱۳۸۵ | سنتوری                | مدیر فیلمبرداری                 | داریوش مهرجویی     |
| ۱۳۸۵ | دست‌های خالی           | مدیر فیلمبرداری                 | ابوالقاسم طالبی    |
| ۱۳۸۵ | راننده تاکسی          | مدیر فیلمبرداری                 | مهدی صباغ‌زاده      |
| ۱۳۸۵ | عاشق                  | مدیر فیلمبرداری                 | افشین شرکت         |
| ۱۳۸۴ | من و دبورا            | مدیر فیلمبرداری                 | سید ضیاءالدین درّی  |
| ۱۳۸۴ | پرونده هاوانا         | مدیر فیلمبرداری                 | علیرضا رئیسیان     |
| ۱۳۸۳ | انتخاب                | کارگردان                        | آری                |
| ۱۳۸۳ | تنهام نگذار           | مدیر فیلمبرداری                 | علیرضا توانا       |
| ۱۳۸۳ | مکس                   | مدیر فیلمبرداری، بازیگر افتخاری | سامان مقدم         |
| ۱۳۸۲ | شاه خاموش             | مدیر فیلمبرداری                 | همایون شهنواز      |
| ۱۳۸۲ | مهمان مامان           | مدیر فیلمبرداری                 | داریوش مهرجویی     |
| ۱۳۸۰ | قارچ سمی              | مدیر فیلمبرداری                 | رسول ملاقلی‌پور     |
| ۱۳۸۰ | نان، عشق و موتور ۱۰۰۰ | مدیر فیلمبرداری                 | ابوالحسن داوودی    |
| ۱۳۷۹ | پر پرواز              | با تشکر از                      | خسرو معصومی        |
| ۱۳۷۸ | مثلث آبی              | مدیر فیلمبرداری                 | هادی صابر          |
| ۱۳۷۶ | ساغر                  | مدیر فیلمبرداری                 | سیروس الوند        |
| ۱۳۷۶ | جهان پهلوان تختی      | بازیگر افتخاری                  | بهروز افخمی        |
| ۱۳۷۴ | فرار مرگبار           | نویسنده، تهیه‌کننده و کارگردان   | آری                |
| ۱۳۷۴ | چهره                  | مدیر فیلمبرداری                 | سیروس الوند        |
| ۱۳۷۳ | دل و دشنه             | مدیر فیلمبرداری                 | مسعود جعفری جوزانی |
| ۱۳۷۲ | بلندی‌های صفر          | مدیر فیلمبرداری                 | حسینعلی لیالستانی  |
| ۱۳۷۲ | جنگ نفتکش‌ها           | مدیر فیلمبرداری                 | محمد بزرگ‌نیا       |
| ۱۳۷۱ | بازیچه                | تهیه‌کننده، کارگردان             | آری                |
| ۱۳۷۱ | بیا با من             | مدیر فیلمبرداری                 | مهدی ودادی         |
| ۱۳۷۰ | امید                  | مدیر فیلمبرداری                 | حبیب کاووش         |
| ۱۳۷۰ | بانو                  | مدیر فیلمبرداری                 | داریوش مهرجویی     |
| ۱۳۷۰ | راز چشمه سرخ          | سرمایه‌گذار                      | سیدعلی سجادی‌حسینی  |
| ۱۳۶۹ | ابلیس                 | مدیر فیلمبرداری                 | احمدرضا درویش      |
| ۱۳۶۸ | هامون                 | مدیر فیلمبرداری                 | داریوش مهرجویی     |
| ۱۳۶۷ | در مسیر تندباد        | مدیر فیلمبرداری                 | مسعود جعفری جوزانی |
| ۱۳۶۶ | رد پایی بر شن         | با تشکر از                      | محمدرضا هنرمند     |
| ۱۳۶۶ | ایستگاه               | مدیر فیلمبرداری                 | یدالله صمدی        |
| ۱۳۶۶ | یاد و دیدار           | مدیر فیلمبرداری                 | رجب محمدین         |
| ۱۳۶۶ | پرستار شب             | تدوینگر                         | محمدعلی نجفی       |
| ۱۳۶۶ | هوای تازه             | کارگردان، تدوینگر               | آری                |
| ۱۳۶۵ | گزارش یک قتل          | ساخت آنونس                      | محمدعلی نجفی       |
| ۱۳۶۴ | آنسوی مه              | مدیر فیلمبرداری                 | منوچهر عسگری‌نسب    |
| ۱۳۶۴ | جاده‌های سرد           | مدیر فیلمبرداری                 | مسعود جعفری جوزانی |
| ۱۳۶۳ | مردی که زیاد می‌دانست  | دستیار کارگردان                 | یدالله صمدی        |

## جشنواره‌ها
- برنده سیمرغ بلورین بهترین فیلم‌برداری از هشتمین دوره جشنواره فیلم فجر برای فیلم هامون - ۱۳۶۸
- برنده لوح زرین بهترین فیلم‌برداری از چهارمین دوره جشنواره فیلم فجر برای فیلم جاده‌های سرد - ۱۳۶۴